# 清水希茂
清水 希茂（しみず まれしげ、1952年〈昭和27年〉2月19日 - ）は、日本の実業家、元・中国電力株式会社代表取締役会長、元・相談役。第9代中国経済連合会会長（2023年8月31日退任）。

## 来歴
広島県呉市出身。広島県立呉三津田高等学校を経て1974年（昭和49年）大阪大学基礎工学部卒業。同年中国電力株式会社入社。主に火力畑を歩み、各地の発電所に勤務した後、2007年（平成19年）執行役員に就任。
2009年（平成21年）常務取締役、2011年（平成23年）取締役副社長を経て、2016年（平成28年）4月取締役社長に就任。同年6月より代表取締役社長執行役員。
2021年（令和3年）12月に行われた原子力規制委員会との意見交換で、テロ対策施設の為、非公表にされている島根原子力発電所の特定重大事故等対処施設の場所を言いかけ、更田豊志委員長から注意された。
2022年（令和4年）6月代表取締役会長就任。
2023年（令和5年）3月30日、電力供給を巡るカルテルを結んでいたとして公正取引委員会から独占禁止法違反で約707億円の課徴金納付命令が出たことを受け、引責辞任を表明。6月28日付で会長を退任し、相談役に就任。
同年8月3日、中国電力は清水ら旧経営陣3人に損害賠償を求め広島地裁に提訴すると発表した。清水は同日付で相談役を辞任した。
同年8月31日、中国経済連合会を退任。
同年10月4日、中国電力は法令遵守義務違反があったとして清水ら3人に約5992万円の損害賠償を求めて広島地裁に提訴した。